# Eed op de Constitutie

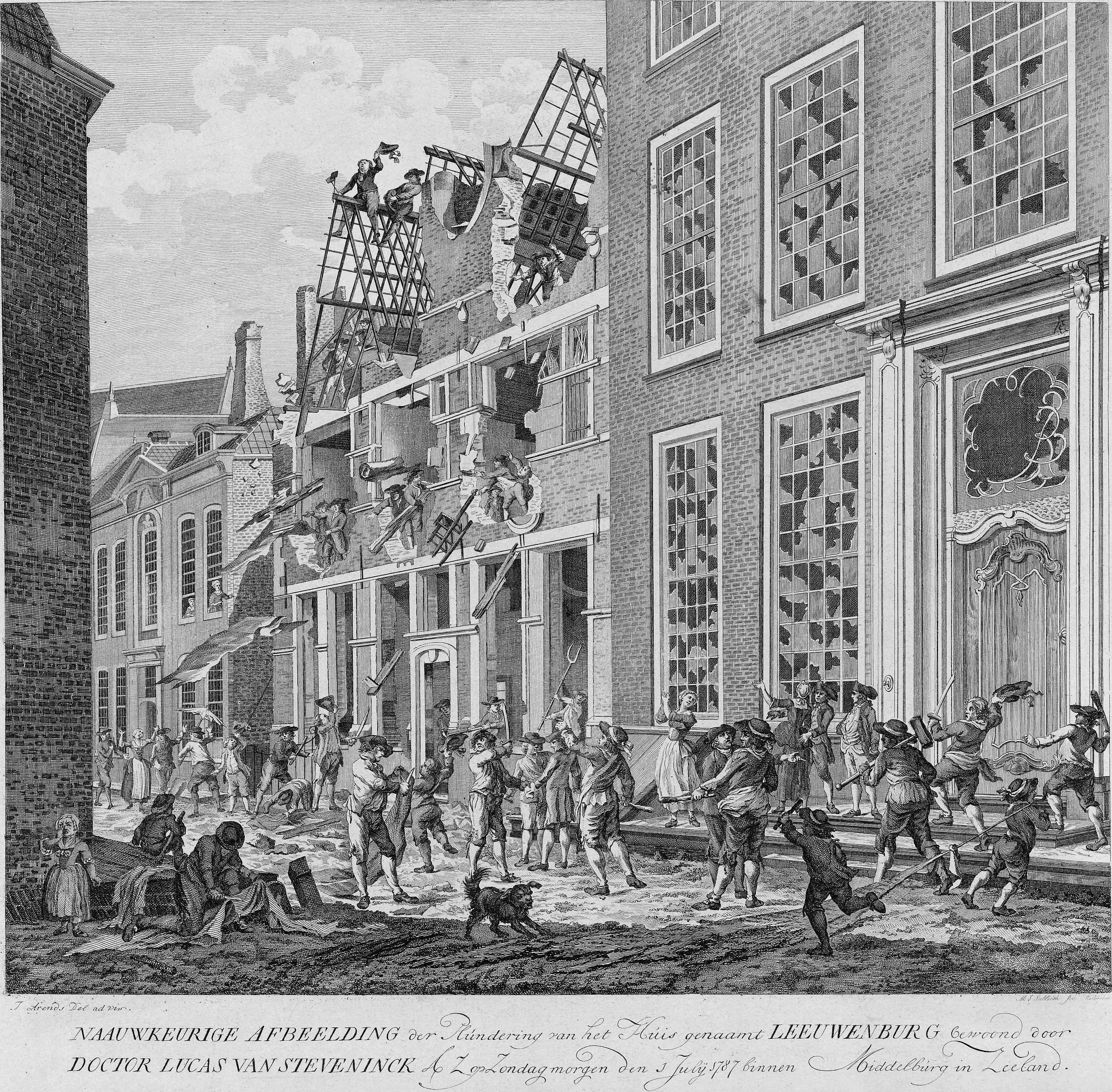
Plundering van het huis van de patriottische arts Lucas van Steveninck in Middelburg, na beschietingen door Oranje-aanhangers met een kanon. 1 juli 1787 (Mathias de Sallieth, 1787)

De Eed op de Constitutie was een gelofte van trouw uit 1787 die heeft bestaan tot 1795. Nederlanders in vele beroepen moesten de eed afleggen ter versterking van de positie van de erfstadhouder, welke onder andere door patriottische hervormingen aan het wankelen was geraakt.

## Totstandkoming

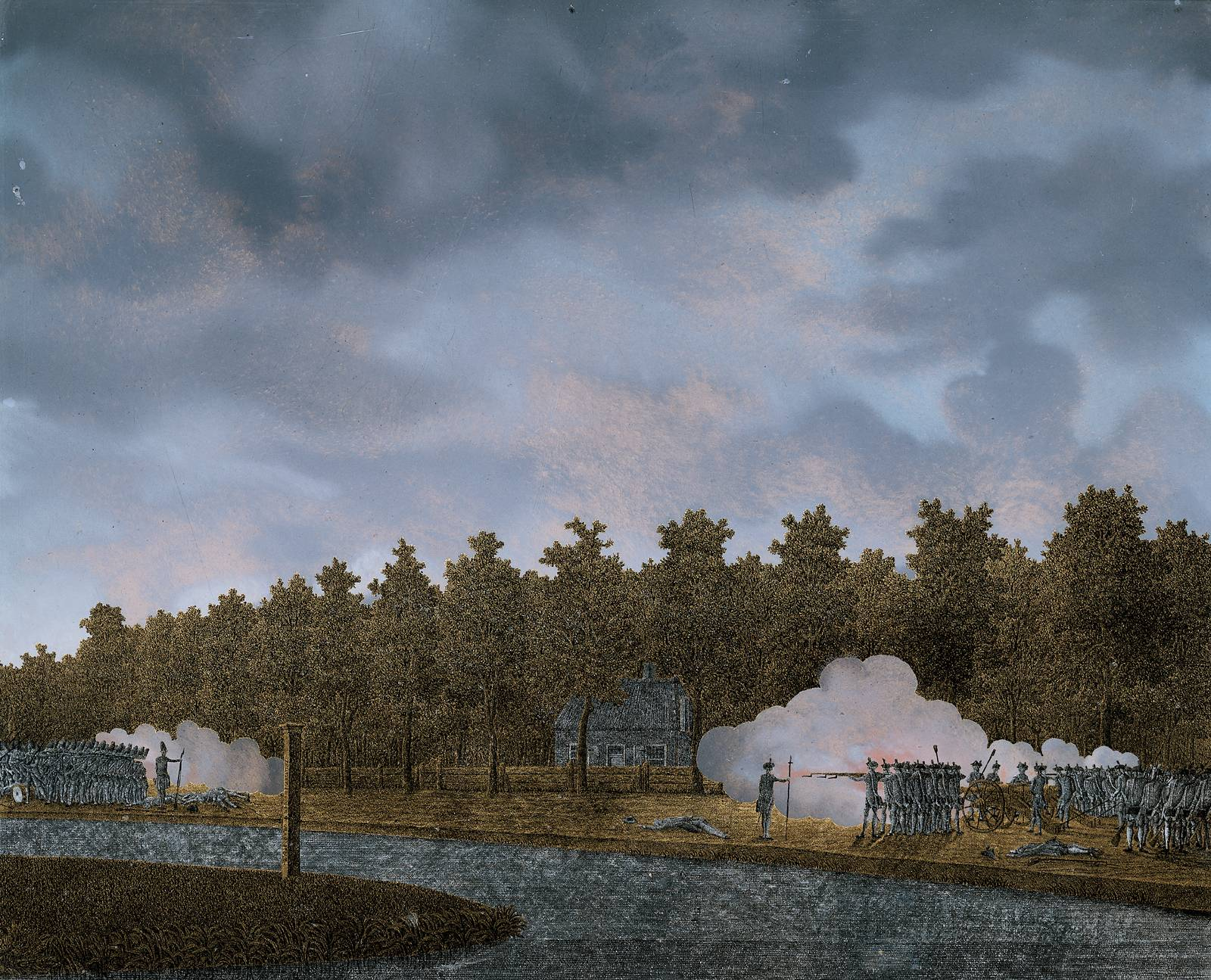
Vuurgevecht aan de Vaartsche Rijn bij Jutphaas op 9 mei 1787, 's avonds om tien uur. Rechts de Utrechtse patriotten, links de troepen van de stadhouder. Rechts staan de Utrechtse patriottische troepen en vuren staand en met kanonnen op de Amersfoortse Prinsgezinde troepen links. Aan beide zijden liggen doden en gewonden op de grond. (Jonas Zeuner, 1787)

In 1786 en 1787 liepen de spanningen tussen Oranjepartij en Patriotten hoog op en in veel Nederlandse plaatsen vonden over en weer geweldsincidenten plaats. Nederland bevond zich feitelijk in een burgeroorlog. Toen in 1787 met hulp van Pruisische troepen de stadhouder terug in het zadel was gezet, besloot het Oranjekamp dat de patriotten moesten worden weggezuiverd uit alle mogelijke ambten van enige invloed. Om dit te bereiken besloot stadhouder Prins Willem V van Oranje-Nassau onder invloed van met name de Engelse diplomaat Sir James Harris tot het invoeren van een eed van trouw, de zogenoemde “Eed op de Constitutie”. In die eed moest trouw worden gezworen aan de Unie van Utrecht, waarin aan de stadhouder aanzienlijke bestuurlijke en militaire macht werd toegekend. Patriotten zouden nooit met zo'n eed kunnen instemmen en na hun weigering uit hun ambten kunnen worden gezet. In 1788 zou de “Eed op de Constitutie” nog worden aangescherpt.

## Betekenis
Met het woord 'constitutie' werd in 1787 gedoeld op de bestaande staatkundige orde, zoals je ook kan spreken van de lichamelijke constitutie van een mens. In dit verband gold de Unie van Utrecht als de constitutie van de Republiek der Zeven Verenigde Nederlanden. In de Unie van Utrecht werd onder meer de rol van de stadhouder geregeld en er was zelfs een eed in opgenomen:
“Artikel 24: Ende tot meerder vasticheyt sullen die heere stadtholders van de voorsz. provincien, die nu sijn ofte naemaels commen sullen, mitsgaders alle die magistraten ende hooftofficiers van ygelick provincie, stadt ofte leden van dyen dese Unie ende confederatie ende een yder articul van dyen int byzonder by eede moeten beloeven naer te zullen gaen ende onderhouden, doen naeghaen ende onderhouden.”

## Gevolgen
Gevolg van de eed was dat duizenden patriotten hun banen verloren. Veel Oranje-aanhangers onder het volk vatten een en ander op als vogelvrijverklaring van patriotten, waarna in vele plaatsen plunderingen en vernielingen van hun bezittingen plaatsvonden. Om het vege lijf te redden vluchtten enkele duizenden van hen het land uit en zochten een veilig heenkomen in plaatsen in zuidelijk België, Duitsland, Noord-Frankrijk en veelal in Parijs, waar zij in een dialoog met de Franse revolutionaire beweging raakten. Na het uitroepen van de Bataafse Republiek in 1795 werd de “Eed op de Constitutie” afgeschaft.

## Effectiviteit
Het eigenlijke doel van de eed, versterking van het stadhouderlijk gezag en het verzwakken van de Patriottische beweging, werd slechts deels en tijdelijk bereikt. Stadhouder Willem V was geen krachtige leider en stond constant onder invloed van vaak buitenlandse machten. Hoewel hij door autoritair ingrijpen en gesteund door een militaire interventie uit Pruisen gedurende enkele jaren zijn gezag enigszins kon herstellen, was zijn definitieve afzetting een kwestie van tijd geworden. In Europa groeiden in meerdere landen revolutionaire bewegingen. Aangezien een gevolg van de eed was dat grote aantallen Patriotten naar het buitenland moesten vluchten, waar zij in contact traden met de aldaar actieve revolutionaire beweging en zodoende versterkt werden in hun politieke netwerken en ideeën, had het invoeren van de eed zelfs een averechtse werking. Het uitbreken van de Bataafse Revolutie was ook hierdoor een stap dichterbij gekomen.